# Alain Romans
Alain Romans (1905, Polonia – 1988) fue un compositor y pianista de jazz francés. Estudió en Leipzig, Berlín y París. Entre sus maestros se encuentra Vincent d'Indy. Más tarde trabajó con Josephine Baker y Django Reinhardt.
Romans compuso la música de 13 películas. Las más famosas de ellas son las películas de comediante Jacques Tati, incluyendo Les Vacances de M. Hulot  (1953), con el tema "Quel Temps Fait-il a París?" y  Mi tío (1959).

## Filmografía como compositor
- La mémoire courte (1962) (documental)
- Un couple (1960)
- Ce soir on tue (1959)
- Mi tío (1959)
- Las vacaciones del Sr. Hulot (1953)
- Les amants maudits (1952)
- Ça c'est du cinéma (1951)
- Halte... Police! (1948)
- La renégate (1948)
- Les Dupont sont en vacances (1948) (cortometraje)
- Tiburones en el estrecho (1947)
- Princesse Tam-Tam (1935)
- Zouzou (1934)
- L'affaire de la rue Mouffetard (1932)
- Une petite femme dans le train (1932)
- Prisonnier de mon coeur (1932)
- Riri et Nono amoureux (1932) (cortometraje)